# Imbophorus
Imbophorus is een geslacht van vlinders van de familie vedermotten (Pterophoridae), uit de onderfamilie Pterophorinae.

## Soorten
- I. aptalis (Walker, 1864)
- I. leucophasma (Turner, 1911)
- I. pallidus Arenberger, 1991